# A suite of music (in the olden style) incidental to Shakespeare's Henry VIII
A suite of music (in the olden style) incidental to Shakespeare’s Henry VIII, kortweg Heny VIII-suite is een compositie van John Foulds.
Het originele manuscript is een van de weinige werken van Foulds voor toneeluitvoeringen, die de bombardementen van Londen in de Tweede Wereldoorlog overleefde. Het gaat daarbij om 32 stukjes muziek die uitgevoerd werden tijdens voorstellingen van Henry VIII van William Shakespeare in het seizoen 1925-1926. Lewis Casson was de producent van het toneelstuk in het Empire Theatre in 1925. Daarin speelde Sybil Thorndike (mevrouw Casson) de rol van Katherine en een zeer jonge Laurence Olivier een bediende. Het toneelstuk ging op 23 december 1925 in première. Het kreeg tot en met maart 1926 meer dan 100 voorstellingen.Foulds bundelde “slechts” vijf deeltjes tot deze suite. Hij wilde daarbij de oud-Engelse muziek boven later drijven. De vijf deeltjes van deze in 1926 uitgegeven suite zijn:
- The king's pavan
- Ayre (for Buckingham)
- Passemezzo (for Anne Boleyn)
- Queen Katherine’s vision
- Baptism procession

Uit dezelfde totaalmuziek werd Orpheus with his lute separaat uitgegeven onder opus 45. Passemezzo verscheen al snel op grammofoonplaat ter promotie van de Bosworth-uitgave